# Geelwangchipmunk
De geelwangchipmunk (Neotamias ochrogenys) is een zoogdier uit de familie van de eekhoorns (Sciuridae). De wetenschappelijke naam van de soort werd voor het eerst geldig gepubliceerd door Merriam in 1897.

## Voorkomen
De soort komt voor in de Verenigde Staten.